# Кондуктометрия
Кондуктометри́я (от англ. conductivity  — электропроводность и метрия) — совокупность электрохимических методов анализа, основанных на измерении электропроводности растворов.
Электропроводность раствора характеризует суммарное содержание всех ионов, а также некоторых органических соединений. Чистые растворители практически не проводят электрический ток, и их электрическая проводимость стремится к нулю. Заряд в растворе переносят ионы или вещества с сильнополярными связями. При растворении твердых полярных веществ в воде происходит электролитическая диссоциация, то есть распад молекул на катионы и анионы. По степени распада на ионы различают сильные и слабые электролиты. Сильные электролиты диссоциируют полностью с образованием ионов. Слабые электролиты диссоциируют частично с образованием ионов и сохранением не ионной молекулы. Способностью проводить ток обладают только ионы, недиссоциированные молекулы не участвуют в электрической проводимости. Вклад иона в проводимость раствора можно описать функцией от его концентрации, заряда и подвижности иона.
{\displaystyle \mathrm {K} =f{\biggl (}c*z*\lambda {\biggr )}}
Кондуктометрия применяется для определения концентрации однокомпонентных растворов солей, кислот, оснований, контроля состава некоторых промышленных растворов, а также различных типов вод.
Кондуктометрический анализ основан на изменении сопротивления среды в межэлектродном пространстве, он не связан с электрохимическим потенциалом электродов датчика, который обычно близок к равновесному значению.
Кондуктометрия включает:
- Прямые методы анализа (например, в солемерах, когда измеряется электропроводность морской воды)
- Косвенные (например, в газовом анализе, когда измеряется электропроводность поглотительного раствора, который селективно поглощает один из компонентов газовой смеси).

## Устройство кондуктометра
Для измерения электропроводности используют специальные приборы - кондуктометры.
Электропроводность - это величина обратно пропорциональная сопротивлению. Согласно закону Ома, сопротивление рассчитывается как отношение напряжения к силе тока. Таким образом, измерив силу тока и зная напряжение, можно рассчитать электропроводность. Кондуктометры измеряют силу тока, проходящую между электродами через раствор при известном напряжении. Различные производители, исследователи и инженеры разрабатывают и используют электроды различной геометрической формы и конфигурации. Чтобы полученные на разных приборах значения можно было сравнивать между собой,  прибор автоматически преобразует измеренную фактическую электропроводность в удельную электропроводность. Удельная электропроводность раствора – это электропроводность слоя раствора длинной 1 см между электродами площадью 1 см2.
Чувствительный элемент кондуктометра - кондуктометрический датчик представляет с собой два электрода (иногда четыре), на которые подаёте напряжение, а измерительный прибор (кондуктометр) измеряет силу тока и рассчитывает удельную электропроводность.

## Зависимость электропроводности раствора от температуры
| Температура, ℃ | Электропроводность µСм/см |
| 10             | 1020                      |
| 15             | 1147                      |
| 20             | 1278                      |
| 25             | 1413                      |
| 30             | 1552                      |

Электропроводность растворов сильно зависит от температуры. С увеличением температуры жидкости, уменьшается его вязкость и как следствие увеличиваться подвижность ионов. Подвижные ионы активнее передают заряд, увеличивая электрическую проводимость жидкости. Поэтому при измерении электропроводности растворов необходимо указывать температуру выполнения измерений.
Наглядно зависимость  удельной электропроводности раствора от температуры иллюстрирует таблица температурной зависимости калибровочного стандарта 0,01 М хлорида калия (KCl). При увеличении температуры стандартного раствора на 20 °C его электрическая проводимость возрастает на 50 %.
Современные кондуктометры имеют функцию термокомпенсации, то есть приведения измеренной удельной электропроводности раствора к стандартной температуре (обычно это 25 °C), этот пересчет осуществляется по встроенным зависимостям использованных калибровочных стандартов.

## Кондуктометрическое титрование
Кондуктометрическое титрование  — это разновидность метода титрования, при котором измеряется удельная электрическая проводимость анализируемого раствора на переменном токе, при этом в анализируемый раствор постепенно, малыми порциями добавляется определённый титрующий реагент.
В процессе титрования ионы в растворе, обладающие высокой подвижностью (например, ионы гидроксония) нейтрализуются добавлением ионов с противоположным зарядом, находящихся в титрующем реагенте. При этом ионы гидроксония превращаются в воду и образуется также натриевая соль титруемой кислоты при взаимодействии, например с ионами натрия при титровании раствором гидроксида натрия. Вода и образованная натриевая соль меньше диссоциированы на ионы и эти ионы имеют меньшую подвижность, поэтому проводимость раствора падает, причём минимальная проводимость соответствуют нейтральному раствору. Дальнейшее добавление раствора щёлочи снова увеличивает проводимость, так как в растворе появляется избыток подвижных гидроксид-ионов. Определяя количество стандартного титрующего раствора, необходимого для достижения минимальной проводимости, определяют кислотность анализируемого раствора.
Аналогично с помощью этого же метода можно определять щёлочность анализируемого раствора применяя в качестве титранта стандартный раствор некоторой подходящей кислоты.
При титровании исследуемый раствор помещают в кювету, снабжённую магнитной мешалкой, с погружённым в жидкость датчиком проводимости. Титрант добавляют по каплям из градуированной по объёму бюретки, ка показано на рисунке. Результаты измерения наносят на график по осям которого откладывают объём добавленного титранта — проводимость. Точки измерения, особенно вблизи точки эквивалентности часто не ложатся на прямую линию, поэтому точка эквивалентности определяется экстраполяцией.
Возможно совместное титрование смеси более слабой и более сильной кислоты, при этом на графике наблюдается два или несколько локальных минимумов проводимости.
Анализ значений молярной подвижности ионов позволяет сформулировать следующие правила:
1. При равных концентрациях электрическая проводимость растворов сильной кислоты или сильного основания больше электрической проводимости растворов их солей.
2. При равных концентрациях электрическая проводимость раствора слабой кислоты меньше электрической проводимости её соли.